# رویکرد چندرشته‌ای

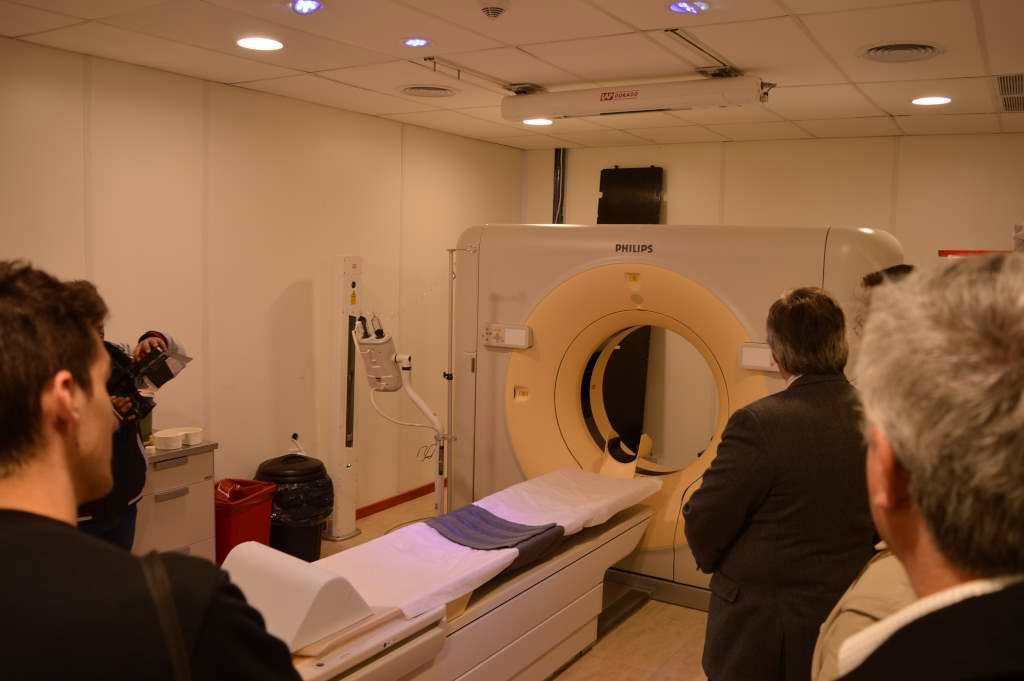
رزوناتور CEMENER

رویکرد چندرشته‌ای (به انگلیسی: Multidisciplinary approach) شامل طرح‌ریزی مناسب رشته‌های چندگانه برای بازتعریف مشکل یا موضوع در خارج از مرزهای عادی و رسیدن به راه‌حل بر اساس درک جدیدی از موقعیت‌های پیچیده برای کمک حل آن‌است. یکی از مواردی که در آن از این روش به‌طور گسترده‌ای استفاده می‌شود کاربرد آن در مراقبت‌های بهداشتی است که در آن اغلب از یک تیم چند رشته‌ای با هدف رسیدگی به نیازهای بالینی و پرستاری مردم استفاده می‌شود.

## تاریخچه
از دیدگاه تاریخی، نخستین استفادهٔ عملی از رویکرد چند رشته‌ای در طول جنگ جهانی دوم؛ توسط آنچه که به عنوان «مجتمع نظامی صنعتی» شناخته می‌شد، بود. به خصوص، شرکت هواپیمایی لاکهید عملیات ویژهٔ خود با نام مستعار «اسکون وورکز-۱۹۴۳» (Skunk Works-1943) به منظور ساخت هواپیمای جنگنده لاکهید پی-۸۰ شوتینگ استار (XP-80) را در ۱۴۳ روز ایجاد کرد.
در دهه‌های ۱۹۶۰ و ۱۹۷۰، رویکرد چند رشته‌ای در بریتانیا توسط معماران، مهندسان و کمیته‌های اندازه‌گیری به کار گرفته شد. آن‌ها با همکاری در پروژه‌های ساختمانی عمدهٔ دولتی مشغول به کار بودند و همراه با برنامه ریزان، جامعه شناسان، جغرافی‌دانان و اقتصاددانان در خارج از کشور، منطقه‌ای و شهری، پروژه‌ها را برنامه‌ریزی و انجام دادند.
در ایران دانشگاه تهران و علوم پزشکی تهران آغازگر آموزش دو رشته ای در کشور بود که که در دهه هفتاد شمسی توسط علیرضا مشاقی و همکاران بنیان نهاده شد و منجر به قانون تحصیلات همزمان در سطح ملی شد.